# Nova Meierhenrich

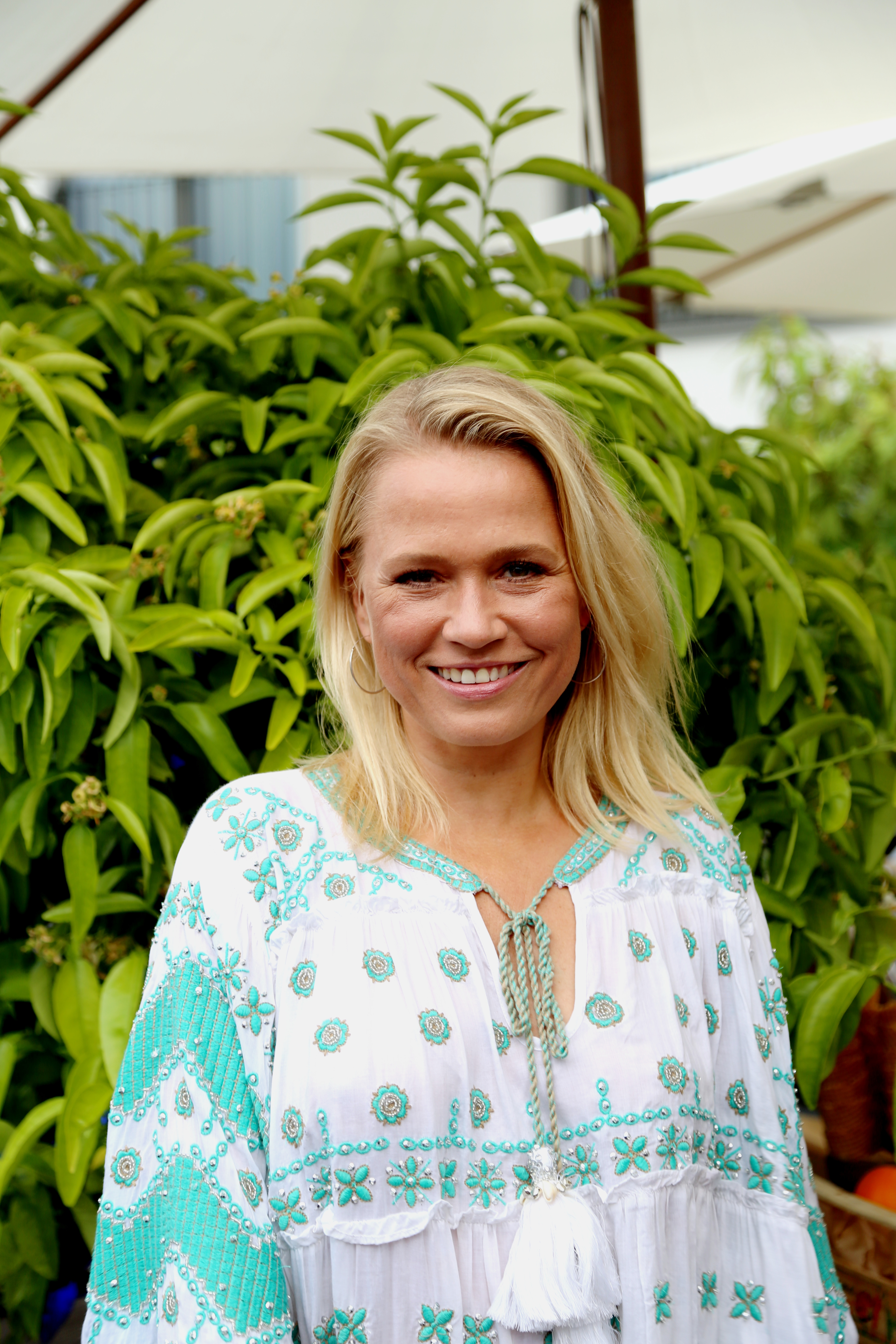
Nova Meierhenrich (2017)

Nova Meierhenrich (* 25. Dezember 1973 in Heessen) ist eine deutsche Moderatorin und Schauspielerin.

## Leben
Nova Meierhenrich wuchs in Ahlen als Schwester von drei jüngeren Brüdern auf und machte dort am Städtischen Gymnasium ihr Abitur. In Essen studierte sie Kommunikationswissenschaft, Psychologie und Soziologie. Sie arbeitete in der Düsseldorfer Werbeagentur BBDO, bevor sie 1996 als Moderatorin tätig wurde.
Meierhenrich wohnt seit 2007 in einer Stadtwohnung in Hamburg-Mitte. 2017 pachtete sie eine Kleingarten-Parzelle in Innenstadtnähe.
Meierhenrich ist mit dem dänischen TV-Koch Brian Bojsen liiert.

## Karriere
Seit 1996 steht sie vor der Kamera und hat unter anderem für die Fernsehsender MDR, ProSieben, MTV, VIVA, Premiere, RTL II, Sat.1 und WDR gearbeitet. Sie moderierte Mode- und Lifestylemagazine wie Inside, Jugendmagazine wie Bravo TV, die Sat.1-Samstagabend-Show Sag Ja, Berichte von der Oscar-Verleihung, dem Grammy, den Golden Globes und anderen Film- und Musik-Festivals wie der Berlinale, dem Filmfest Venedig und dem Filmfestival in Cannes. Darüber hinaus berichtete sie für den Sender Premiere als Lifestyle und Sportmoderatorin aus den Fahrerlagern bei Formel-1-Rennen. 2003 war sie für ihre Moderation der Fame Academy bei RTL II für den Bambi nominiert.
Für Kino.de berichtete sie seit 2004 von Filmfestivals und Filmpremieren, Meierhenrich führt seit Anfang 2005 bei Bunte Online ein Blog und bei Focus Online eine Reisekolumne. Seit Frühjahr 2006 hat Meierhenrich ihre eigene Rubrik in der WDR-Sendung VIP Lounge für die sie über Themen rund um Mode, Menschen und Lifestyle berichtet und am 7. Juli 2007 moderierte sie das deutsche Live-Earth-Konzert anlässlich des weltweiten Klimawandels im Hamburger Volksparkstadion. Seit 2008 ist sie das Gesicht der Initiative Deutscher Film – groß bei CineStar und begleitet deutsche Filmproduktionen vor und hinter den Kulissen vom Drehstart bis zur Premiere.
Im Sommer 2008 war sie für ein Voxtours-Spezial in Kanada, um das Land zu erkunden und Walforscher bei ihrer Arbeit zu begleiten. Im Winter 2008 bereiste sie auf eigene Faust Indien und schrieb darüber eine Reportage. Im Jahr 2009 war sie für die Reisereportage Das ist mein Jordanien des Senders n-tv für einige Zeit in Jordanien unterwegs. Seit Sommer 2010 ist sie als Moderatorin und Redakteurin von Stars – Das Kinomagazin hinter den Kulissen der Filmwelt unterwegs, moderiert Filmpremieren und berichtet von Dreharbeiten am Set. Seit Januar 2014 moderiert sie im neuen Disney Channel, der seit dem 17. Januar 2014 auf Sendung ist, u. a. die Samstagabend-Talkshow Ducks & Friends.
Von Dezember 2017 bis Oktober 2018 gehörte Meierhenrich zum dreiköpfigen Moderationsteam von Prominent! auf VOX und präsentierte im Wechsel mit Nina Bott und Amiaz Habtu sechsmal die Woche das Promimagazin. Meierhenrich moderiert auch Veranstaltungen und arbeitet als Hörspiel- und Hörbuchsprecherin (z. B. TKKG und Die drei ???).
Meierhenrich war am ZDF-Film Der Club der grünen Witwen und Kinofilmen wie Nick Knatterton – Der Film und dem Film Nachtspuren in Nebenrollen beteiligt. Im Sommer 2006 war sie für sechs Monate in der ARD-Vorabendserie Verbotene Liebe in der Rolle des Kindermädchens Meike Breuer zu sehen und anschließend stand sie in Prag für Die ProSieben Märchenstunde als Rapunzel vor der Kamera. Im Oktober 2009 kam sie mit der deutsch/französischen Kinoproduktion Unter Bauern – Retter in der Nacht an der Seite von Armin Rohde in die Kinos und drehte im Anschluss die SAT.1-Komödie Sind denn alle Männer Schweine?. Im Herbst 2009 übernahm sie eine Hauptrolle in der Studio-Hamburg-Produktion Zeit der Entscheidung, Anfang 2010 spielte sie im Krimi Vater Unser mit.
Im Sommer 2010 stand sie für die Hauptrolle in dem Drama Sterben und sterben lassen, sowie in einer Gastrolle in der ZDF-Serie Da kommt Kalle vor der Kamera, gefolgt von einem Auftritt in dem ZDF-Film Schief gewickelt unter der Regie von Lars Becker. Im Jahr 2011 war sie in der Hauptrolle der jungen Ärztin Dr. Marie Egger in der ZDF-Serie Herzflimmern – Die Klinik am See zu sehen, spielte gleich im Anschluss eine Gastrolle in einer Episode der ZDF-Reihe SOKO München, stand dann in einer Gastrolle für die ARD-Reihe In aller Freundschaft vor der Kamera und drehte für die Folge Getrennte Wege der ZDF-Produktion Notruf Hafenkante. Sie stand für die neue Staffel der ZDF-Produktion SOKO Wien vor der Kamera, drehte für die ZDF-Produktion Stubbe, spielte in der ZDF-Reihe Nachtschicht unter der Regie von Lars Becker, drehte den Kurzfilm Leichenschmaus und stand für die NDR-Produktion Krude TV vor der Kamera. Im April 2016 beteiligte sie sich an Promi Shopping Queen. Im Sommer 2016 stand Meierhenrich für die neue Sat.1-Serie Einstein unter der Regie von Thomas Jahn vor der Kamera und drehte für den Kinofilm Unter deutschen Betten mit Veronika Ferres.
Im Oktober 2018 berichtete sie in ihrem Buch Wenn Liebe nicht reicht von den jahrelangen Depressionen ihres Vaters. Im 2025 publizierten Lebensschlenker thematisierte sie ihre ab 2015 durchlaufene „Optimierungsspirale“ an erfolglosen Kinderwunschbehandlungen, aus der die Alleinstehende „psychisch und finanziell am Ende“ schließlich 2019 ausstieg.

## Soziales Engagement

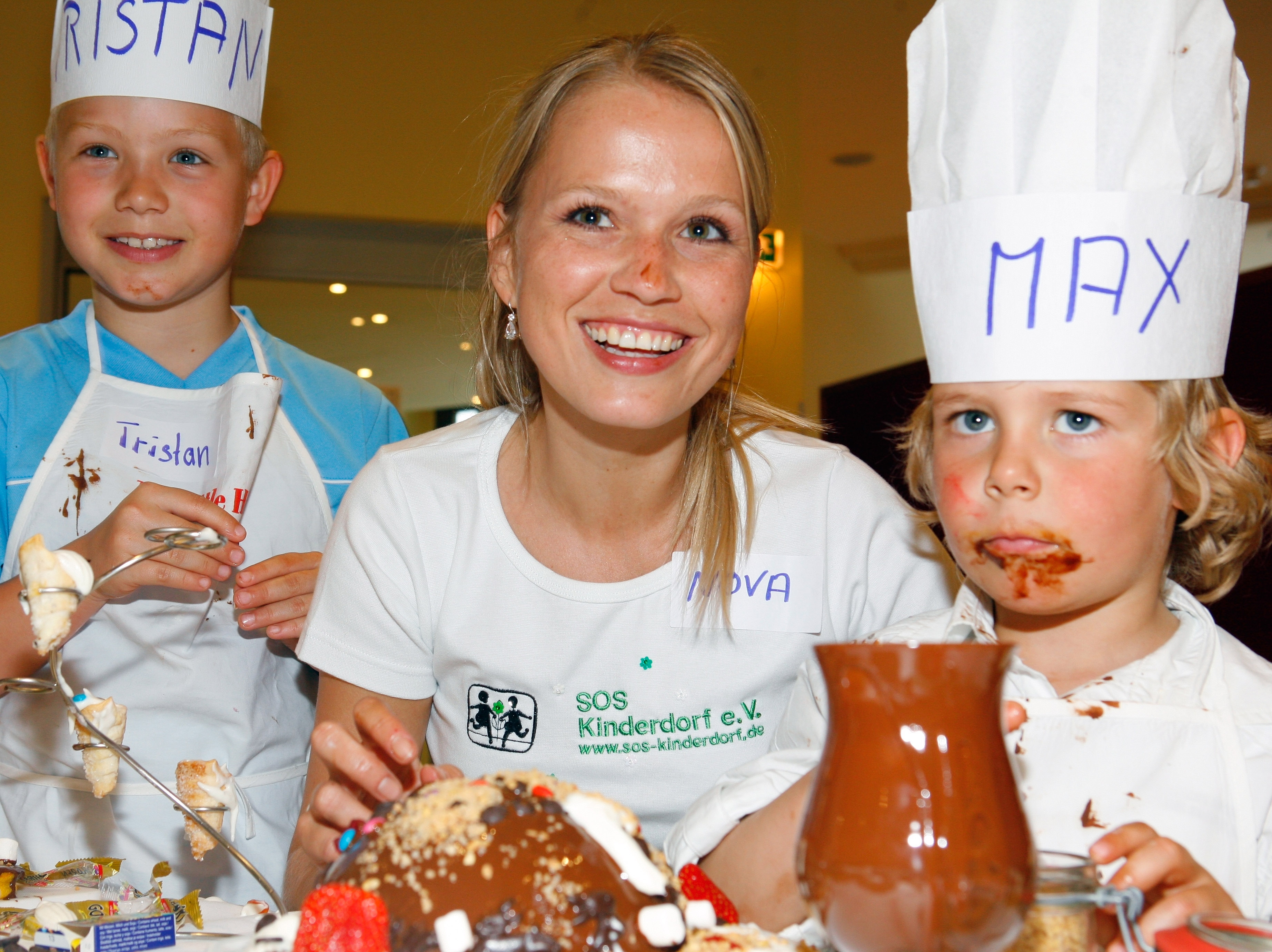
Nova Meierhenrich als Botschafterin der SOS-Kinderdörfer (2011)

Nova Meierhenrich ist Botschafterin der SOS-Kinderdörfer, beteiligt sich in der Anti-Pelz-Kampagne für PETA, ist Botschafterin der internationalen WDCS-Kampagne „Stoppt Walfang jetzt“ und seit Januar 2008 offizielle Schirmherrin des Hamburger Ronald McDonald Elternhauses der McDonald’s Kinderhilfe. Zudem nahm sie im Jahr 2008 und 2010 an einer Kampagne gegen AIDS teil.
Im Jahr 2010 moderierte sie die dritte HSBA-Spendengala zu Gunsten der Erdbebenopfer in Haiti. 2014 gründete Nova Meierhenrich zusammen mit dem Segler Malte Kamrath den gemeinnützigen Verein HerzPiraten, mit dem sie sich um herzkranke Kinder kümmert.

## Filmografie
- 2001: Der Club der grünen Witwen
- 2002: Nick Knatterton – Der Film
- 2006: Verbotene Liebe (Fernsehserie, 47 Folgen)
- 2007: Die Märchenstunde (Fernsehserie, 1 Folge)
- 2009: Nachtspuren
- 2009: Unter Bauern – Retter in der Nacht
- 2010: Sterben und sterben lassen
- 2010: Da kommt Kalle (Fernsehserie, 1 Folge)
- 2010: Zeit der Entscheidung
- 2010: Sind denn alle Männer Schweine?
- 2011: Herzflimmern – Die Klinik am See (Fernsehserie, 126 Folgen)
- 2012: Schief gewickelt
- 2012: In aller Freundschaft (Fernsehserie, 1 Folge)
- 2012: SOKO München (Fernsehserie, 1 Folge)
- 2012: Notruf Hafenkante (Fernsehserie, 1 Folge)
- 2013: SOKO Wien (Fernsehserie, 1 Folge)
- 2014: Stubbe – Von Fall zu Fall: Der König ist tot (Fernsehreihe)
- 2015: Nachtschicht – Wir sind alle keine Engel (Fernsehreihe)
- 2017: Einstein (Fernsehserie, 1 Folge)
- 2017: Unter deutschen Betten

## Publikationen
- Nova Meierhenrich, Melanie Köhne: Wenn Liebe nicht reicht: wie die Depression mir den Vater stahl. Edel Books, Hamburg 2018, ISBN 978-3-8419-0636-6.
- Nova Meierhenrich: Endlich Laubengirl - Mein Abenteuer Schrebergarten. Gräfe und Unzer, München 2022, ISBN 978-3-8338-7993-7.
- Nova Meierhenrich: Lebensschlenker. Allegria, Berlin 2025, ISBN 978-3-7934-2464-2.